# Pałac Tyszkiewiczów w Kretyndze
Pałac Tyszkiewiczów w Kretyndze – pałac należący do rodziny Tyszkiewiczów zbudowany w 1875, obecnie Muzeum Etnograficzno-Krajoznawcze w Kretyndze.  

## Historia
Pałac zbudował w 1875 nowy właściciel należącej wcześniej do Zubowów Kretyngi hr. Józef Tyszkiewicz, przebudowując dwa istniejące dotąd budynki. W czasie I wojny światowej częściowo zniszczony zachował swój charakter w międzywojennej Litwie. Rezydował w nim potomek Józefa Tyszkiewicza Aleksander Tyszkiewicz (1864-1945) wywieziony po aneksji Litwy w 1940 przez władze radzieckie na Sybir.  Pałac jest budowlą zbudowaną na planie prostokąta z niskim portykiem od frontu. Łączy się z nim zbudowana z trzech kondygnacji oranżeria – Józef Tyszkiewicz urządził w niej słynny ogród zimowy obejmujący m.in. połączone kanałami sadzawki, groty i wodospad. W 1940 władze Litewskiej SRR umieściły w oranżerii kasyno, później mieściła ona m.in. halę sportową. Sam pałac został zamieniony na szkołę rolniczą. Niegdyś w budynku znajdowała się obszerna kolekcja dzieł sztuki zgromadzonych przez Tyszkiewiczów, obecnie jej część można obejrzeć w muzeum. W latach 80. przeprowadzono gruntowną renowację pałacu urządzając w nim muzeum. Do stanu użytkowania przywrócono również oranżerię z jej ogrodem zimowym – obecnie można w niej podziwiać ponad 130 gatunków roślin. Już w niepodległej Litwie w pałacu powstała restauracja "U Hrabiego".  Kretynżski pałac otoczony jest parkiem krajobrazowym zaprojektowanym w XIX wieku przez ogrodnika z Austrii Hajduka. Pierwotnie obejmował on 300 ha powierzchni. Rosną w nim trzy dęby, które według legendy mają pochodzić z czasów hetmana Chodkiewicza.